# شبگزهای گل
شبگزهای گل (نام علمی: Anthocoridae) نام یک تیره از راسته نیم‌بالان است.